# Distichocera maculicollis
Distichocera maculicollis är en skalbaggsart som beskrevs av Kirby 1818. Distichocera maculicollis ingår i släktet Distichocera och familjen långhorningar. Inga underarter finns listade i Catalogue of Life.